# Monika Ryniak
Monika Ryniak, née le 24 janvier 1960 à Myślenice, est une femme politique polonaise. Elle a été élue au Parlement national Polonais le 25 septembre 2005, réunissant 2 193 votes à Cracovie. Elle est membre du parti politique Droit et justice.

### Webographie
- (pl) « Monika Ryniak », sur le site www.sejm.gov.pl.